# Slutbleck

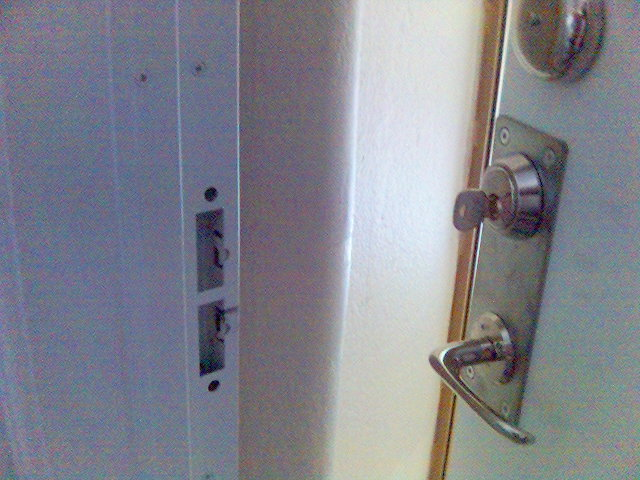
Ett slutbleck som är inkluderat i dörrkarmen

Slutbleck är den stålplatta på dörrkarmen som låshuset sitter monterat mot. Den gör det svårare att bryta upp dörrar, och skyddar dörrkarmen från nötning. Ett bleck består av en metallskena som förstärker hålet, men det finns säkerhetsslutbleck och elektriska slutbleck i olika varianter som byggs på andra sätt.

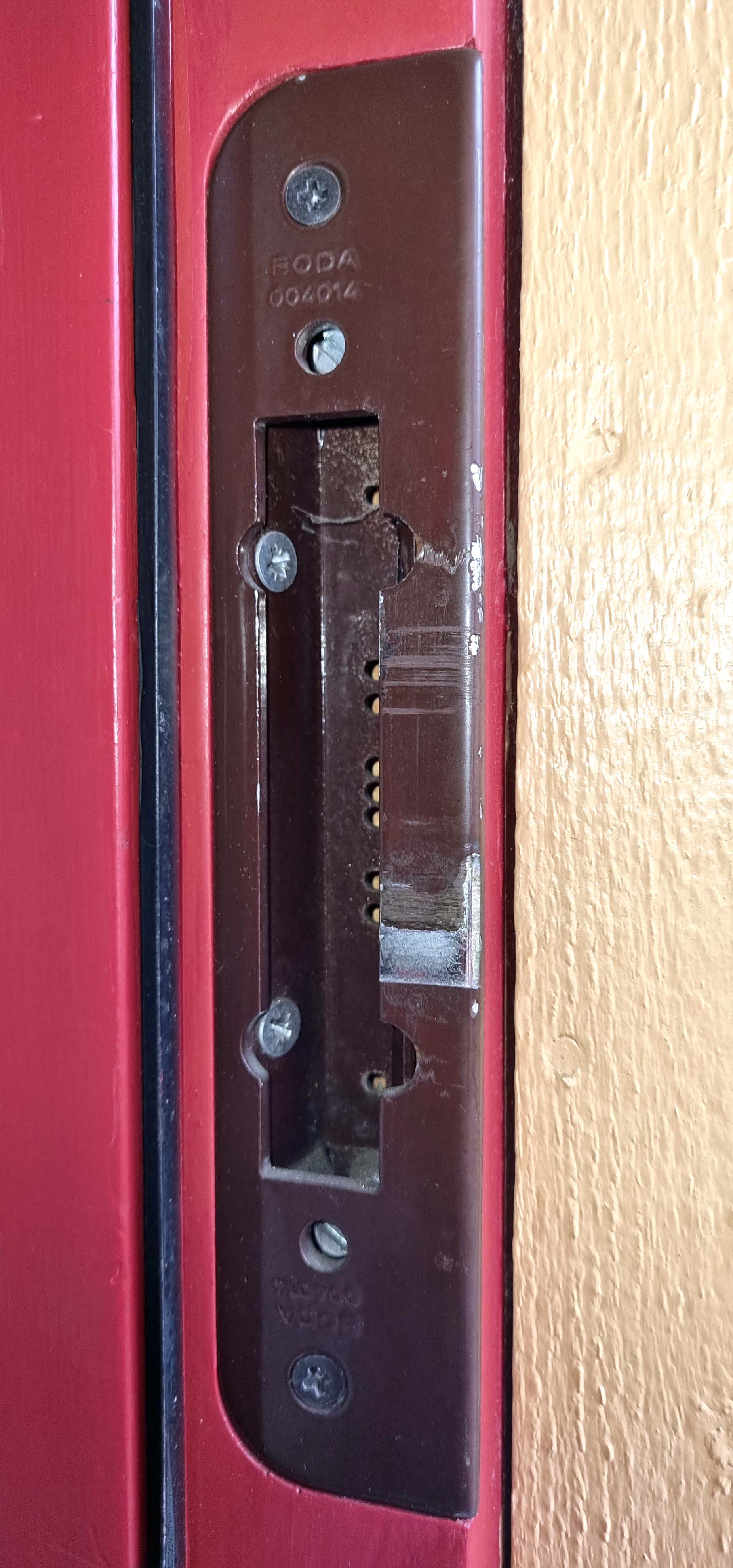
Slutbleck av fabrikat Boda inmonterad i en dörrkarm för en ytterdörr år 1981. I vänsterkant på slutblecket förstärker två skruvar i 90 graders vinkel infästningen i dörrkarmen

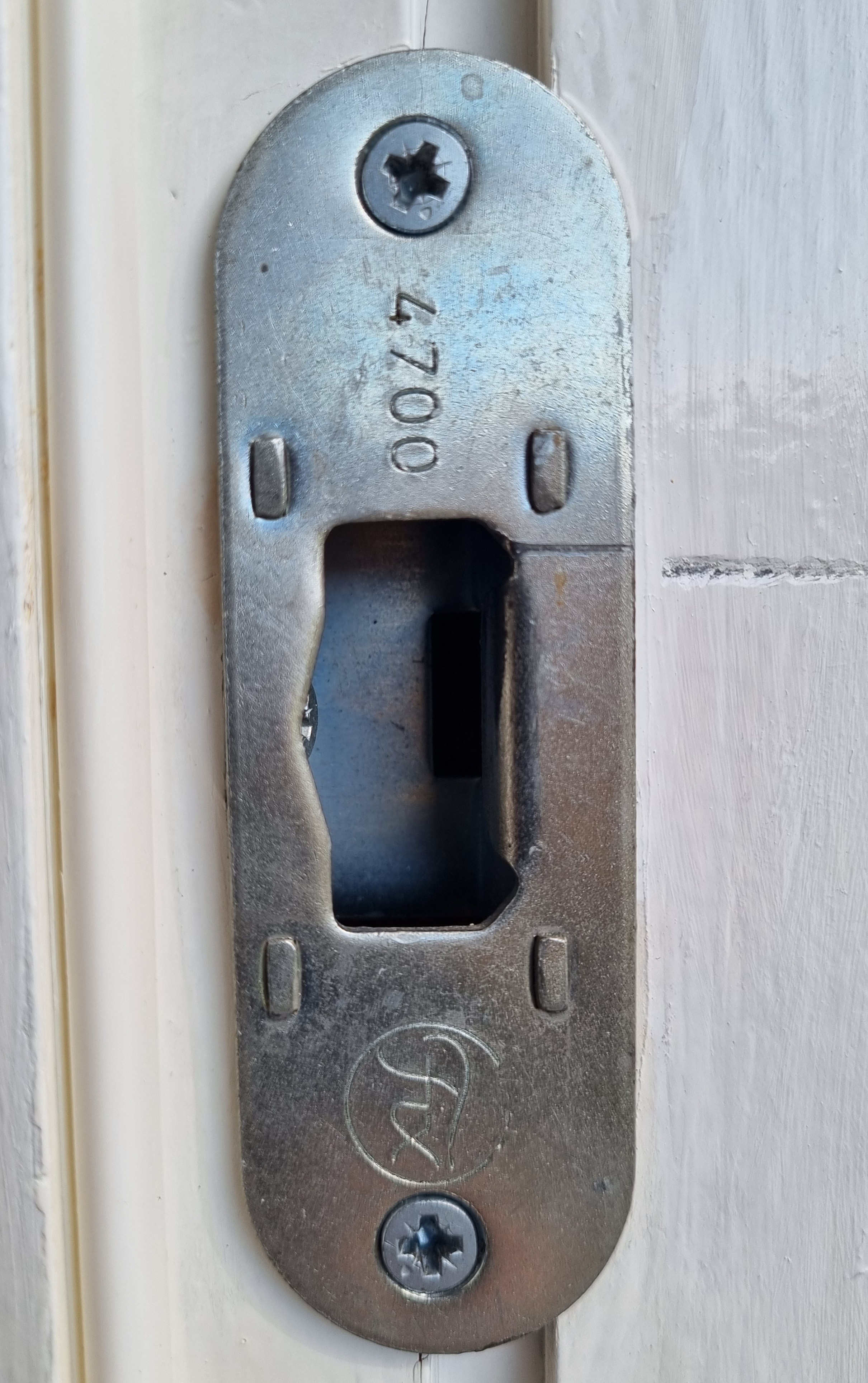
Slutbleck av fabrikat Fix, nr 4700, för-stärkt med en extra skruv i vänsterkant i karmen. För spanjolett med hakregel. Mått 30 x 96 mm. Monterad i en dörrkarm år 1992. Foto april 2025.